# Звонков Роман Володимирович
Роман Володимирович Звонков (2 липня 1967, Свердловськ, РРФСР — 4 вересня 1995, Сумська область) — радянський та український біатлоніст, учасник зимових Олімпійських ігор 1994 року, бронзовий призер чемпіонату Європи (1995), учасник Кубка світу. Майстер спорту СРСР (1990), Майстер спорту України міжнародного класу.

## Навчання
У дитячому віці займався стрибками з трампліну і лижними гонками, а з 15 років почав займатися біатлоном. До 1991 року представляв спортивне товариство «Динамо» і місто Свердловськ, потім представляв місто Суми. Був вихованцем тренера Олександра Федоровича Бекренєва.

## Спортивні досягнення
У 1988 році виграв юніорську гонку на змаганнях «Іжевська гвинтівка», а у 1990 році став призером юніорської першості СРСР.
У дорослих змаганнях у 1989 році став бронзовим призером Спартакіади народів РРФСР у естафеті в складі збірної Свердловська. В 1990 році також став чемпіоном РРФСР в естафеті, а в 1991 році — в індивідуальній гонці.
З 1992 року виступав за збірну України. Неодноразово перемагав на чемпіонатах України. На Кубку світу дебютував у сезоні 1993/1994 років на етапі в Бад-Гастайні, де став 115-м в індивідуальній гонці. На наступному етапі, в Рупольдінгу, вперше набрав очки в залік Кубка світу, посівши 25-е місце в спринті. Кращим результатом на етапах Кубка світу (не рахуючи чемпіонату світу) стало 10-е місце в індивідуальній гонці на етапі в Разун-Антерсельві в сезоні 1993/1994 років.

### Олімпійські ігри
Брав участь у зимовій Олімпіаді 1994 року в Ліллегаммері, стартував у двох дисциплінах: в індивідуальній гонці був 14-м, а в естафеті — 15-м.
На чемпіонаті світу 1995 року в Разун-Антерсельві став четвертим в індивідуальній гонці, відставши на 0,5 сек від бронзового призера Олега Риженкова, а також п'ятим — у командній гонці та 11-м — в естафеті. На європейському чемпіонаті того ж року в Ансі (Ле-Гран-Борнан) став бронзовим призером в естафеті разом з Русланом Лисенком, Валентином Джимою і Тарасом Дольним.

## Смерть
Загинув в автокатастрофі у віці 28 років 4 вересня 1995 року.

## Увічнення пам'яті
У Сумах понад 20 років проводяться змагання його пам'яті, аналогічні змагання проводилися також і в Єкатеринбурзі.